# Nancy Stepan
Nancy Leys Stepan (* 1939) ist eine Historikerin, die sich mit der Wissenschaftsgeschichte Lateinamerikas und Brasiliens befasst.

## Leben
Stepan promovierte 1971 an der University of California.
Bekannt ist sie für ihre Forschung über lateinamerikanische Medizingeschichte, Eugenik und öffentliche Gesundheit. Sie ist emeritierte Professorin der Columbia University.

## Schriften (Auswahl)
- The idea of race in science: Great Britain, 1800–1960. Macmillan, London 1982
- The hour of eugenics: race, gender, and nation in Latin America. Cornell University Press, Ithaca 1991
- Beginnings of Brazilian science: Oswaldo Cruz, medical research and policy, 1890–1920. Science History Publications, New York 1976
- Picturing tropical nature. Cornell University Press, Ithaca 2001